# Hippocampus (vereniging)
Hippocampus was een zwem- en waterpolovereniging in Monster, gemeente Westland. Hippocampus is in het jaar 1975 opgericht, met als thuisbad de Boetzelaer in Monster. De heren van de waterpoloafdeling nog 2e klasse bond gespeeld, voordat ze zijn opgegaan in Westland 96. Omdat de Boetzelaer geen in hoogte verstelbare bodem had, moest ofwel dispensatie worden aangevraagd bij de zwembond, ofwel in een ander bad gespeeld worden voor de wedstrijden op hoger niveau, zoals de Maesemunde in 's-Gravenzande of Vreeloo in De Lier.
Teruglopende ledenaantallen, en daarmee verbonden problemen om teams te kunnen vormen, bij de vier Westlandse zwemverenigingen waren aanleiding om samenwerking verder te onderzoeken. De waterpolo-afdelingen onderzochten als eerst de mogelijkheden tot samenwerking (waterpolo is immers een teamsport). Dit leidde tot de oprichting van de Startgemeenschap Westland'96 voor de waterpoloafdelingen. Hoewel Hippocampus in eerste instantie wel betrokken was bij die oprichting, trok zij zich later toch terug omdat ze de relatief hoge competitie waarin de vereniging deelnam wilde behouden. Na enkele jaren voegde Hippocampus zich alsnog bij de drie andere verenigingen, en was daarmee de grootste basisvereniging van de vier. Toen ook de wedstrijdzwemafdelingen nader samenwerking zochten en een startgemeenschap oprichtten (SG Westland), werd de mogelijkheid van daadwerkelijke fusie verder uitgewerkt.
Tien jaar na de oprichting van de startgemeenschap Westland '96 - de maximale termijn dat een startgemeenschap mag bestaan voor zij moet beslissen te fuseren of apart verder te gaan - werd de fusie uitgevoerd. Per 1 januari 2006 zijn de leden van ZV Hoogwerf, LZV Waterloo en ZV Alicante overgeschreven naar Hippocampus, en is er bij Hippocampus een naamswijziging doorgevoerd in een Bijzondere Algemene Ledenvergadering tot ZV Westland Dijkglas. Hierdoor zijn praktisch gezien de vier basisverenigingen die al samenwerkten in Westland 96 en SG Westland gefuseerd tot een grote Westlandse zwemvereniging.
- Virtual International Authority File: 303870967